# Trompeter alaverd
El trompeter alaverd o d'ala fosca (Psophia viridis) és una espècie d'ocell de la família dels psòfids (Psophiidae) que habita la selva humida sud-americana des de l'extrem nord-est de Bolívia, cap al nord, a través del Brasil amazònic fins a la vora sud de l'Amazones.

## Taxonomia
Ha estat classificat en tres subespècies:
- P. v. viridis von Spix, 1825. Des del Riu Madeira fins al Tapajós.
- P. v. dextralis Conover, 1934. Des del Riu Tapajós fins al Tocantins.
- P. v. obscura Pelzeln, 1857. Des del Riu Tocantins al Parà.

Modernament les tres subespècies han estat considerades espècies de ple dret, arran els treballs d'Oppenheimer i Silveira 2009 com:
- trompeter alaverd occidental (Psophia viridis).
- trompeter alaverd oriental (Psophia dextralis).
- trompeter alanegre (Psophia obscura).